# Uccello canterino
L'uccello canterino o uccellino cantore è un automa musicale con le sembianze di un uccellino, che riproduce meccanicamente il canto del volatile. È spesso contenuto in una scatola o in una gabbia, da cui il nome francese di boîte o cage à oiseau chanteur e quello italiano di gabbia musicale.

## Storia

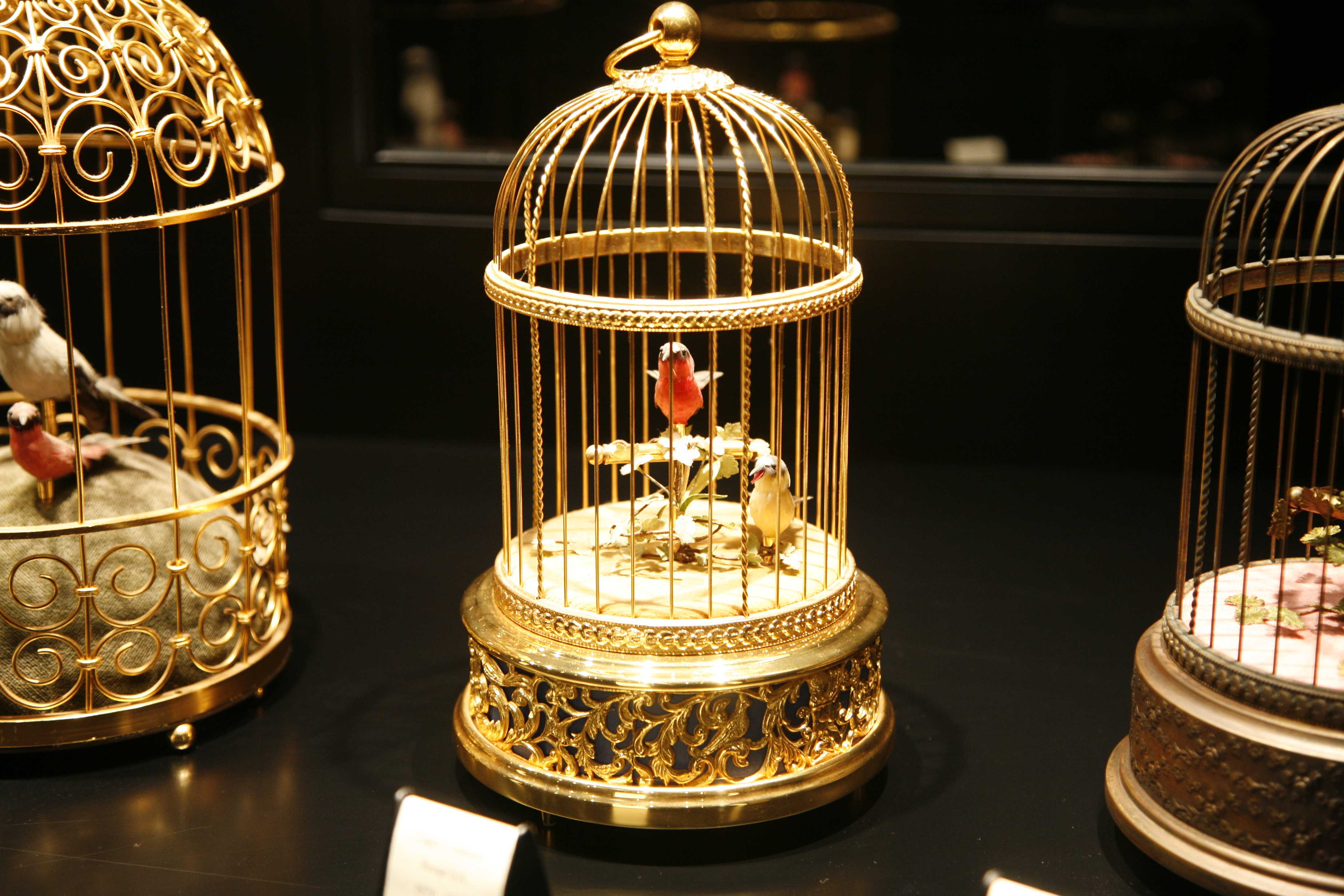
Gabbia musicale esposta al CIMA (Centre International de la Mécanique d'Art) di Sainte-Croix

L'invenzione degli uccelli canterini risale al 1780, quando nei monti del Canton Neuchâtel i fratelli svizzeri Jaquet-Droz danno vita alle prime gabbie musicali, con uccellini meccanici che sembrano svolazzare tra i posatoi cantando. La gabbia musicale si propone così come alternativa alla serinette, scatola musicale usata fin dal XVII secolo per insegnare melodie ai canarini (serins in francese).
L'automa acquista poi forma di tabacchiera raffinata, smaltata e decorata di perle e altri preziosi. L'uccellino è spesso rivestito di vere piume, o in alternativa di piume d'argento trattate in modo da imitare a perfezione le piume vere. Diventa così un oggetto d'alto artigianato.
La tradizione inaugurata da Jaquet-Droz e dall'altro pioniere Jean-Frédéric Leschot è ereditata da vari orologiai e fabbricanti svizzeri come Frisard, Rochat, Bruguier. La francese Bontems intraprende la produzione nel 1849, ed essa prosegue tuttora con tecniche immutate da Reuge, che rilevò l'impresa negli anni 1960.

## Estetica e meccanismo
Gli automi originari funzionano grazie a un piccolo organo a canne, ma la necessità di ridurre le dimensioni del meccanismo ha indotto Jaquet-Droz a ideare un'intercapedine la cui ampiezza è modificata da un pistone: ciò permette di usare un solo congegno per produrre tutte le note, anziché una canna d'organo per ciascuna.
Gli uccelli canterini sfruttano un meccanismo complesso: un motore a molla aziona un soffietto che convoglia l'aria in un serbatoio a pressione. Tramite una valvola l'aria è spinta in un fischietto all'interno del quale scorre un pistone controllato da una prima camma. Una seconda camma controlla la valvola d'aspirazione dell'aria del serbatoio nel fischietto, e il tutto produce il suono; il movimento dell'uccellino è controllato da ulteriori camme e sincronizzato nell'insieme con il canto.